# Гизельберт (граф Люксембурга)
Гизельберт (фр. Giselbert, нем. Giselbert; около 1007 — 14 августа 1059 или 1056) — граф Люксембурга с 1047, четвертый сын Фридриха Люксембургского и Ирментруды фон Веттерау.

## Биография
Дата рождения Гизельберта неизвестна, предположительно он родился в 1007 году. В первых документах Гизельберта, он называется "Гизельбертом де Лонгви" (вероятно, по названию люксембургского города Лонгви). Документы в основном были направлены против разграбления архиепископства Трир. Например, он и его брат Дитрих упоминаются в документе, датированным 12 ноября 1036 года, где также говорится о присутствии их дяди Адальберта, архиепископа Трира. 
В 1036 году Гизельберт присвоил себе территории на севере, и в этом же году в некоторых источниках он упоминается как граф Зальма и де Лонгви. Эти титулы он мог бы приобрести через брак. Таким образом, Гизельберт дал начало династии, получившей впоследствии название Зальм. Представители этого рода существуют по наши дни. 
Гизельберт стал графом Люксембурга после смерти своего бездетного брата Генриха II в 1047 году, наследовавшего дяде Генриху I, также не оставившему наследников, в 1026 году. Другой брат Гизельберта, Фридрих, стал герцогом Нижней Лотарингии и фогтом Мальмеди, а еще один, Адальберон, — еписокопом Меца.
В 1050 году Гизельберт упомянут в качестве губернатора Эхтернаха. Летом 1056 года  Гизельберт присвоил себе доходы с аббатств святого Максимина и Сен-Виллиброд в Эхтернахе, где он являлся фогтом. Также он спорил с архиепископом Трира Поппоном по поводу аббатства святого Максимина, принадлежавшего брату Гизельберта, епископу Меца Адальберону III. Последнее упоминание о Гизельберте относится к императорскому указу, датированному 1056 годом, где назначались обязанности новым губернаторам.
Гизельберт был убит 14 августа 1059 года во время восстания в Италии.
Гизельберт поделил свои владения между двумя сыновьями. Его старший сын, Конрад I, стал графом Люксембурга, тогда как другой сын, Герман I, стал графом Зальм; также он был известен как антикороль Германии.

## Брак и дети
Жена: Неизвестно. Детьми от этого брака были:
- Конрад I (около 1040 — 8 августа 1086) — граф Люксембурга с 1059
- Герман I (умер 28 сентября 1088) — граф Зальма с 1059, антикороль Германии в 1081—1088
- дочь; муж — Дитрих фон Амменслебен
- дочь (  умерла 14 августа 1056/1059); муж — Куно (умер после 24 декабря 1089), граф Ольтинген
- Адальберон (упом. 1087) — каноник в Меце
- Ютта; муж — Одо, граф Лимбурга[3]